# NGC 2765
NGC 2765 is een lensvormig sterrenstelsel in het sterrenbeeld Waterslang. Het hemelobject werd op 27 januari 1786 ontdekt door de Duits-Britse astronoom William Herschel.

## Synoniemen
- UGC 4791
- MCG 1-24-1
- ZWG 33.61
- KARA 303
- PGC 25646